# Гаий Коринфянин
Гаий Коринфянин — один из апостолов от семидесяти. Упоминается дважды в Новом Завете: «Приветствует вас Гаий, странноприимец мой и всей церкви» (Рим. 16:23) и «Благодарю Бога, что я никого из вас не крестил, кроме Криспа и Гаия» (1Кор. 1:14).

Церковное предание считает Гаия учеником апостола Павла, ставшего впоследствии епископом в Ефесе. Он, как видно из 1-го Послания к Коринфянам, был зажиточный и знатный житель и, может быть, бывший уже прозелитом (то есть из иудеев рассеяния или из язычников, принявших закон Моисея). Он, во время долговременного пребывания в Коринфе Павла принимал его в своём доме и послужил апостолу язычников добродетелью странноприимства, о чём Павел и писал в послании к римским христианам. Гаий отличался добродетельной жизнью — Иоанн Златоуст в своём толковании на Послание к Римлянам пишет о нём так: 
«видишь ли, какой венец соплел ему (Гаию) апостол, засвидетельствовав о таком его страннолюбии и собрав всю церковь в его доме. А когда слышишь, что Гаий принимал у себя в доме Павла, дивись не только щедрости, но и строгой жизни его (Гаия), потому что если бы Гаий не был достоин Павловых добродетелей, то и Павел не пошёл бы к нему в дом. Стараясь исполнить более, нежели сколько предписывалось многими из заповедей Христовых, апостол не преступил того закона, по которому повелевалось наперёд изведывать приемлющих и останавливаться в домах у достойных».
Согласно славянских четий-миней Гаий был эфесским епископом после апостола Тимофея. Такие же сведения о нём даёт церковный писатель Дорофей Тирский.
Память апостола Гаия совершается в православной церкви 5 (18) ноября вместе с апостолами Патровом, Лином, Филологом и Ером, а также 4 (17) января в день Собора Апостолов от семидесяти.